# Passeri (film)
Passeri (Þrestir) è un film del 2015 diretto da Rúnar Rúnarsson.

## Riconoscimenti
- Festival di San Sebastián
  - Concha de Oro